# Sardolutra
Sardolutra ichnusae — вимерлий вид видр із пізнього плейстоцену Сардинії. Спочатку він був описаний як Nesolutra ichnusae. Це був досить невеликий вид видри, який, ймовірно, мешкав у морі. Серед його характеристик є відносно дуже великий бакулум, більший, ніж у будь-якої живої видри. Вид, ймовірно, розвинувся з виду Lutra, можливо L. castiglionis.